# Bordeaux
Bordeaux (izg. [bordó], okcitansko Bordèu, baskovsko Bordele) je pristaniško in administrativno glavno mesto jugozahodne francoske regije Nova Akvitanija, občina in prefektura departmaja Gironde. Leta 2019 je ožje mesto imelo okoli 260.000 prebivalcev, urbano območje mesta 800.000, skupaj z bližnjo okolico pa 1,1 milijona prebivalcev, kar ga uvršča na šesto mesto najbolj poseljenih urbanih območij Francije.
Bordeaux pogosto označujejo kot »biser Akvitanije«. Del mesta, Port de la Lune, je zaradi svoje izredne arhitekture od junija 2007 na Unescovem seznamu svetovne kulturne dediščine.

## Zgodovina
Zgodovina Bordeauxa sega skoraj 2300 let nazaj. Oblikujejo ga Kelti, Rimljani, Franki in angleško-francoska naveza. Bordeaux je del Francije od sredine 15. stoletja. V stoletjih je mesto doživelo tri gospodarske razcvete, predvsem zaradi strateške lege trgovinskih in prometnih povezav.
Severno od Bordeauxa je jama Pair-non-Pair, v kateri so bili najdeni ostanki neandertalcev iz obdobja pred 30.000 pred sedanjostjo.
Od približno leta 300 pr. n. št. so ozemlje naseljevala keltska plemena Biturigov, ki so dala ime mestu Burdigala, pod Rimljani od leta 60 pr. n. št.
V 3. stoletju je postal glavno mesto Akvitanije. Leta 276 je ob napadu Vandalov dobil prvo obzidje. V 5. stoletju je sledilo še več vdorov Vandalov (409), Vizigotov (414) in Frankov (498). V 8. stoletju so mesto oplenili Arabci (732), kasneje v 10. stoletju Normani.
Od 12. do 15. stoletja, po poroki vojvodinje Eleanore Akvitanske z grofom Plantagenetom, kasnejšim kraljem Henrikom II., je bil Bordeaux del angleške domene. V tem času je bila zgrajena stolnica sv. Andreja, katere nadškof Bertrand de Got je postal leta 1305 papež Klemen V. Leta 1453, po bitki pri Castillonu in koncu stoletne vojne Bordeaux pade v francoske roke. V času spopadov med francoskim plemstvom in kraljem so prebivalci Bordeauxa osnovali Conjuration de l'Ormée, stranko nasprotnikov monarhije. Tako je bilo mesto podrejeno francoskemu kralju Ludviku XIV. šele leta 1653. Med francosko revolucijo je bila ukinjena čezatlantska trgovina, s katero je pred tem mesto doživljalo velik razcvet.
Leta 1840 je mesto ponovno postalo trgovsko pristanišče, poleg tega pa se je v njem razvila močna industrija. V obdobju francosko-pruske vojne je v njem bivala Gambettova francoska vlada. Prav tako se je vlada začasno umaknila v Bordeaux med prvo in drugo svetovno vojno. Med nemško okupacijo, ki je trajala od leta 1940 do 1944, je Bordeaux prevzel pomembno vlogo v gospodarstvu Tretjega rajha, ko je med drugim dobil tudi podmorniško bazo.

## Geografija
Mesto je zgodovinsko središče Gaskonje, leži na bregovih reke Garone tik pred njenim izlivom z reko Dordogne v estuarij Gironde, 500 km jugozahodno od Pariza.
Mesto je zgrajeno na ovinku reke Garone in je razdeljeno na dva dela: desni breg na vzhodu in levi breg na zahodu. Zgodovinsko gledano je bil levi breg bolj razvit, saj reka teče na zunanji strani ovinka in naredi dno potrebne globine, da omogoči prehod trgovskih ladij, ki so se na tej strani reke natovarjale. Danes pa se bolj razvija desni breg, vključno z novimi urbanimi projekti.
Bordeauxu ima zmerno oceansko podnebje (Köppenova klimatska razvrstitev Cfb). Zime so hladne zaradi zahodnih vetrov iz Atlantika. Poletja so blaga do topla in dolga zaradi vpliva Biskajskega zaliva. 

## Uprava
Kantoni Bordeauxa so upravni oddelki departmaja Gironde na jugozahodu Francije. Od reorganizacije francoskega kantona, ki je začela veljati marca 2015, je mesto Bordeaux razdeljeno na 5 kantonov. Njihov sedež je v Bordeauxu.
| Ime                  | št. prebivalcev (2014) | Kantonalna koda |
| -------------------- | ---------------------- | --------------- |
| Canton of Bordeaux-1 | 46.914                 | 3302            |
| Canton of Bordeaux-2 | 50.284                 | 3303            |
| Canton of Bordeaux-3 | 46.292                 | 3304            |
| Canton of Bordeaux-4 | 52.771                 | 3305            |
| Canton of Bordeaux-5 | 50.325                 | 3306            |

Mesto je prav tako sedež okrožja, v katerega so poleg nnavedenih vključeni še kantoni Bègles, Blanquefort, Le Bouscat, La Brède, Carbon-Blanc, Cenon, Créon, Floirac, Gradignan, Lormont, Mérignac-1/2, Pessac-1/2, Saint-Médard-en-Jalles, Talence in Villenave-d'Ornon z 868.993 prebivalci.

## Gospodarstvo
Bordeaux je med glavnimi poslovnimi središči v Franciji, saj je šesto največje po številu prebivalcev. Služi kot glavno regionalno središče za trgovino, administracijo, storitve in industrijo.

### Vino
Vino so v regijo Bordeaux uvedli Rimljani, najbrž sredi 1. stoletja, da bi zagotovili vino za lokalno porabo. Proizvodnja vina je bila v regiji neprekinjena.
V vinorodnem območju Bordeaux je približno 116.160 hektarjev vinogradov, 57 vrst pridelkov, 10.000 vinogradniških posesti (châteaux) in 13.000 pridelovalcev grozdja. Z letno proizvodnjo približno 960 milijonov steklenic območje proizvede velike količine namiznega vina, pa tudi nekatera najdražja vina na svetu. Med slednjimi je pet vrhunskih rdečih vin (štiri iz Médoca in eno, Château Haut-Brion, iz Gravesa), ustanovljenih z uradno klasifikacijo vin Classification officielle des vins de Bordeaux de 1855.
V regiji Bordeaux izdelujejo zako rdeča kot bela vina. Rdeča vina so navadno narejena iz mešanice grozdja in so lahko narejena iz cabernet sauvignona, merlota, cabernet franca, petit verdota, malbeka in v zadnjih letih redkeje carménèreja.
Bel Bordeaux je izdelan iz sauvignona, sémillona in muscadelle. Sauternes je podobmočje Graves, ki je znano po intenzivno sladkih, belih, desertnih vinih, kot je Château d'Yquem.
Zaradi presežkov vina, pritiska cen, ki ga povzroča vse močnejša mednarodna konkurenca in shem zelenega reza, se je število pridelovalcev v zadnjem času zmanjšalo, površina pod trto pa se je tudi znatno zmanjšala. Medtem se je svetovno povpraševanje po najbolj znanih znamkah izrazito povečalo, njihove cene pa so porasle.
Cité du Vin, muzej, pa tudi mesto razstav, oddaj, filmskih projekcij in akademskih seminarjev na temo vina, je odprl svoja vrata junija 2016.

### Drugo
Laser Mégajoule bo eden najmočnejših laserjev na svetu, ki bo omogočal temeljne raziskave in razvoj laserskih in plazemskih tehnologij. Ta projekt, ki ga izvaja francosko ministrstvo za obrambo, vključuje naložbo v višini 2 milijardi evrov. "Cesta laserjev", velik projekt regionalnega načrtovanja, spodbuja regionalne naložbe v optično in z lasersko industrijo, ki vodijo v območje Bordeauxa, ki ima najpomembnejšo koncentracijo optičnega in laserskega strokovnega znanja v Evropi.
Približno 20.000 ljudi dela v letalski industriji. Mesto ima nekaj največjih podjetij, vključno z Dassaultom, EADS Sogerma, Snecma, Thales, SNPE in drugimi. Tu so zgrajena zasebna letala Dassault Falcon, pa tudi vojaška letala Rafale in Mirage 2000, pilotska kabina Airbus A380, ojačevalniki Ariane 5 in raketa M51 SLBM.
Turizem, zlasti vinski turizem, je glavna panoga. Je med najboljšimi turističnimi destinacijami v Evropi.
Iz Atlantika ima mesto dostop do pristanišča preko estuarija Gironde. Tako vsako leto prispe in odide skoraj devet milijonov ton blaga.

## Zanimivosti
Bordeaux je na seznamu francoskih umetnostno-zgodovinskih mest. V mestu je 362 zgodovinskih spomenikov (samo Pariz jih ima več v Franciji) z nekaterimi zgradbami iz rimskih časov. Bordeaux je vpisan na seznam Unescove svetovne dediščine kot »izjemen urbani in arhitekturni ansambel«.
Bordeaux je dom enega največjih evropskih arhitekturnih urbanih območij iz 18. stoletja, zaradi česar je iskan kraj pri turistih in ekipah kinematografskih produkcij. Izstopa kot eno prvih francoskih mest, po Nancyju, ki je vstopilo v obdobje urbanizma in velemestnih velikih projektov, z ekipo Gabrijelov očeta in sina, arhitekta kralja Ludvika XV., pod nadzorom dveh intendantov (guvernerjev), najprej Nicolas-François Dupré de Saint-Maur, nato pa markiza Tournyja.
- Port de la Lune, mestni predel - pristanišče ob okljuku reke Garone,
- romanska cerkev sv. Križa iz 11. stoletja, del nekdanje benediktinske opatije,
- stolnica sv. Andreja (posvečena 1096), sedež nadškofije
- bazilika sv. Mihaela (15. do 16.stoletje),
- Bazilika sv. Severina, v sklopu romarskih poti v Santiago de Compostelo od leta 1998 na Unescovem seznamu svetovne kulturne dediščine,
- baročna cerkev sv. Pavla iz 17. stoletja,
- Grand Théâtre, mesto komedije (1773-1780),
- Musée des Beaux Arts - muzej lepih umetnosti z zbirkami slikarjev iz 18., 19. in 20. stoletja,
- Musée d'Aquitaine - arheološki in zgodovinski muzej,
- most Pont de Pierre (1810-1822),
- spomenik Monument aux Girondins (1881),
- Porte Cailhau, starejša mestna vrata, eno redkih pričevanj iz srednjeveških časov. Zgrajena so bila leta 1495 v čast Karlu VIII.
- Akvitanski most - avtocestni most iz leta 1967 je zasnovan tako, da lahko pod njim peljejo oceanske ladje.
- Pont Jacques Chaban-Delmas je navpični dvižni most čez Garono.

Stolnica sv. Andreja, bazilika sv. Mihaela in bazilika sv. Severina so del svetovne dediščine Routes of Santiago de Compostela - Jakobove romarske poti v Franciji.

## Prireditve
- karneval dveh bregov (prva nedelja v marcu),
- mednarodni gospodarski sejem (maj),
- Vinexpo, mednarodna razstava vina,
- festival vina,
- festival reke,
- mednarodni festival orgel, klasične glasbe, festival jazza, festival rocka
- božična tržnica.

## Šport
- nogometni klub FC Girondins de Bordeaux, ustanovljen leta 1881, domače tekme igra na stadionu Stade Jacques Chaban-Delmas, šestkratni državni prvak,

## Pobratena mesta
Bordeaux je pobraten z:
- Ašdod, Izrael, od 1984
- Bilbao, Španija
- Baku, Azerbajdžan, od 1985
- Bristol, Združeno kraljestvo, od 1947
- Casablanca, Maroko, od 1988
- Fukuoka, Japonska, od 1982
- Lima, Peru, od 1957
- Los Angeles, ZDA, od 1968
- Madrid, Španija, od 1984
- München, Nemčija, od 1964
- Oran, Alžirija, od 2003
- Porto, Portugalska, od 1978
- Quebec, Kanada, od 1962
- Riga, Latvija
- Sankt Peterburg, Rusija, od 1993
- Vuhan, Kitajska, od 1998
- Ramallah, Palestina
- Krakov, Poljska, od 1993

### Partnerstva
- Samsun, Turčija, od 2010